# Градоначелник (Србија)
Градоначелник са градским већем чини извршне органе градова у Србији. Градоначелник има свог заменика, који га за мењује кад је у случају његове одсутности и/или спречености.
Градоначелник поред заменика има и помоћнике.

## Надлежности градоначелник
Градоначелник има надлежност да:
- представља и заступа град
- предлаже начин решавања питања о којима одлучује скупштина
- наредбодавац је за извршење буџета
- усмерава и усклађује рад градске управе
- доноси појединачне акте за које је овлашћен законом, статутом или одлуком скупштине
- врши и друге послове утврђене статутом и другим актима града

Такође сазива, председава и води градску управу, води рачуна о законитости градске управе, обуставља примену одлуке градске управе ако сматра да није по закону.

## Избор градоначелника и његових заменика и помоћника
Градоначелник се бира из реда одборника скупштине града на мандат од 4 године, тајним гласањем и већином гласова од броја одборника у скупштини. Председник скупштине града предлаже кандидата за градоначелника.
Заменик градоначелника се бира из реда одборника скупштине града. Њега кандидује кандидат за градоначелника. Ако кандидати за градоначелника и заменика градоначелника, престаје им мандат у скупштини града.
Помоћници градоначелника се именују за поједине области, ако је то предвиђено статутом града. Њих именује градоначелник на мандат најдуже на период док траје дужност градоначелника. У граду до 100.000 становника градоначелник може поставити највише три помоћника, а граду са више од 100.000 становника градоначелник може поставити највише пет помоћника, у складу са подацима последњег пописа становништва.

## Прекид мандата
Мандат градоначелника и његовог заменика се прекида истеком мандата на који су изабрани, разрешењем или оставком.
Градоначелник је разрешен дужности када се на скупштинској седници буде изгласан његово разрешење. Таква седница се одржава у року од 15 дана од поднетог предлога са објашњењем од најмање трећине одборника скупштине града. Такав предлог се предаје председнику скупштине. У случају да се изгласа разрешење председника скупштине, престаје мандат уједно његовом заменику и градском већу.
Разрешење заменика градоначелника се може покренути на основу предлога градоначелника или најмање трећине одборника. У случају да градоначелник тражи разрешење заменика, уједно мора предложити скупштини свог новог заменика. У случају оставке градоначелника и/или његовог заменика, председник скупштине обавештава оборнике скупштине о њиховој оставци на почетку прве наредне седнице скупштине.
Градоначелник или заменик градоначелник који је разрешен или је поднео оставку, остају на дужности и врше текуће послове, све док се изабере нов градоначелник или заменик градоначеник.